# Aeropuerto de Buôn Ma Thuột
El Aeropuerto de Buôn Ma Thuột  (Sân bay Buôn Ma Thuột, Cảng hàng không Buôn Ma Thuột) está localizado en  Buôn Ma Thuột, Dak Lak, Vietnam. Este aeropuerto tiene una pista de aterrizaje de 3000m x 45 m (asfalto), capaz para servir un avión de gama media como Boeing 737, Airbus A321.

## Aerolíneas y destinos
- Air Mekong ((Ciudad Ho Chi Minh, Hanoi, Vinh)
- Vietnam Airlines (Ciudad Ho Chi Minh) (Aeropuerto internacional de Tan Son Nhat, Hanoi, Da Nang)